# 三二四惨案
三·二四惨案是发生于1927年3月24日西方在中国南京發生大規模排外掠奪事件——南京事件后，用军舰炮轰南京的事件。
1927年北伐战争时期，广东国民政府组织的国民革命军向北进攻北洋军阀政府的军队，一路连战连胜，当进攻到长江下游时英、法、日、美、意为了保护租界，向上海增兵，并派军舰在南京附近江面示威。
3月24日，当江右军司令程潜指挥的国民革命军第六军和第二军攻入南京后，南京城内突然爆发大规模的抢劫外国人的排外风潮，造成外国侨民死亡人数为英国2人，美、法、日、意各1人。美国受伤3人，英、日各2人受伤，另有英舰“绿宝石”号上的一名英国水兵在江右军发炮还击时阵亡。外国领事馆和侨民财产损失难以计数。下午3时，被围在下关一座小山上的美国领事戴维斯向停泊在长江上的英国和美国军舰发出开火援救的信号，為保護僑民安全，英美军舰开始炮轰南京。程潜一方面制止抢劫，一方面委托红十字会代表同英美军舰联络，请其停止炮击。英美军舰炮击持续约1小时后结束，抢劫风潮于下午5时左右逐渐平息。西方的無差別轟炸令中方死亡36至39人，伤数十人，一说伤数百人。
事件发生后，当时任国民革命军总司令的蔣中正派特使到南京，和列强的领事馆疏通，并表示歉意，武漢國民政府提出由国际调查委员会调查南京事件元凶，若出于国民革命军之过失，则对侵害外国侨民的行为进行道歉。此外照会还允诺保护外人生命财产，并提议取消不平等条约。 
蔣中正在上海清黨成功后，发布了通缉南京事件“祸首”——第二、第六军政治部主任李富春和林祖涵（林伯渠）的通缉令。